# Chronologie
Chronologie (von altgriechisch χρόνος chrónos, deutsch ‚Zeit‘ und λόγος lógos, deutsch ‚Lehre‘) ist die Lehre von der Zeit.
Verschiedene Aspekte sind zu unterscheiden:
- Zeit als physikalisches Phänomen: Zeit (physikalische Größe), Zeitmessung (Chronometrie)
- allgemeine Chronologie: Jahreszählung (z. B. v. Chr.), Kalendersysteme
- Datierung: Wissenschaft des Lokalisierens von historischen Ereignissen in der Zeit in Archäologie (Altersbestimmung (Archäologie), Relative Chronologie, Absolute Chronologie) und Geschichte
- als Begriff der Alltagssprache: Beschreibung einer Abfolge von Ereignissen in einem speziellen Kontext, z. B. Chronologie der Musik, Chronologie der Mathematik, Chronologie bestimmter Ereignisse, siehe Zeitleiste. Siehe auch Chronik.

## Zeit als physikalisches Phänomen
Physik ist die Lehre von Zeit und Raum. So wie die Chorologie die „Lehre vom Raum“ darstellt, ist Chronologie allgemein eine Methodik der wissenschaftlichen Phänomenologie, Aspekte von Erscheinungen zu untersuchen.

## Zeitordnung und Zeitrechnung: Natürliche, zyklische und lineare Chronologie

### Allgemeines
Die Chronologie kennt die natürliche kosmische Zeitordnung (Tag, Mondmonat, Sonnenjahr) als Repräsentation des physikalischen Zeitkonzepts, die zyklische Zeitordnung (Kalender) und die lineare Zeitordnung (Jahreszählung).
In der Jahreszählung wird die Zeit als Maßzahl, etwa „vor heute“ (BP – englisch Before Present) oder „vor Christus“ (v. Chr.) bzw. „nach Christus“ (n. Chr.) angegeben.

### Geschichte der Jahreszählung
Im römischen Altertum wurde oft gezählt ab einem vermeintlichen Gründungsjahr der Stadt Rom. In Wirklichkeit jedoch bestand die „Anno Urbis Conditae“-Jahreszählung – ebenso wie die „Anno Domini“-Jahreszählung – noch nicht im Altertum, denn sie wurde nicht früher als um das Jahr 400 zum ersten Mal systematisch gebraucht, nämlich von dem iberischen Historiker Orosius. Obwohl Dionysius Exiguus die „Anno Urbis Conditae“-Jahreszählung wahrscheinlich kannte (aber nie gebrauchte), scheint Papst Bonifatius IV. (um das Jahr 600) der erste gewesen zu sein, der den Zusammenhang zwischen jenen zwei wichtigen Jahreszählungen (i. e. AD 1 = AUC 754) erkannte.
Dionysius Exiguus’ „Anno Domini“-Ära, die nur Kalenderjahre nach Christus enthält, wurde von Beda Venerabilis zu der vollständigen christlichen Jahreszählung erweitert (die auch Kalenderjahre vor Christus enthält, aber kein Jahr Null). Beda Venerabilis kann als der wichtigste Chronologe des ersten Jahrtausends betrachtet werden, weil er der Erste war, der die christliche Zeitrechnung tatsächlich als ein vollwertiges System für das Datieren von historischen Ereignissen verwendete. Er war somit der große Promotor der Jahreszählung, die schließlich weltweit die einzig übliche werden sollte.
Zehn Jahrhunderte nach Beda nahmen die französischen Astronomen Philippe de La Hire (im Jahr 1702) und Jacques Cassini (im Jahr 1740) – lediglich um bestimmte astronomische Berechnungen zu erleichtern – das (im Jahr 1583 von Joseph Scaliger vorgeschlagene) Julianische System und hiermit eine astronomische Jahreszählung in Gebrauch, die ein Schaltjahr Null enthält, das dem Jahr 1 (nach Chr.) vorausgeht, jedoch nicht exakt zusammenfällt mit dem Jahr 1 vor Christus.

## Datierung: Relative und absolute Chronologie, Astronomische Chronologie
In der Archäologie und der Geologie/Paläontologie ist die Unterscheidung zwischen relativer und absoluter Chronologie üblich:
- Relative Chronologie basiert auf dem Vergleich zweier Kontexte (z. B. archäologische Schichten), d. h. beide sind entweder gleich alt oder einer ist jünger als der andere. Die Methodik stammt aus der Stratigraphie.
- Absolute Chronologie ist mittels gesicherter historischer Aufzeichnungen, der Dendrochronologie, oder anderer physikalischer Methoden (z. B. Radiokohlenstoffdatierung, Thermolumineszenzdatierung) möglich. Zusätzliche Möglichkeiten absoluter Datierung ergeben sich in seltenen Fällen durch die Textquellen der Frühgeschichtsforschung, z. B. durch Vergleiche von geschichtlichen oder dynastischen Daten mit kosmischen Ereignissen, die sich durch die moderne Wissenschaft verifizieren lassen.

Die Astronomische Chronologie ist ein zusätzliches interdisziplinäres Fachgebiet zwischen der Chronologie und der Astronomie und eine Hilfswissenschaft der Geschichtswissenschaft. Mit ihrer Hilfe oder der Hilfe von zum Beispiel der Archäologie oder der vergleichenden Textwissenschaft werden zeitliche Abfolgen historischer Ereignisse bestimmt.